# Z Special Unit
Unidad Especial Z, algunas veces nombrado Fuerza Z (Z Force), fue una unidad comando conjunta de Australia, el Reino Unido y de Nueva Zelanda. Entró en acción contra el Imperio del Japón durante la Segunda Guerra Mundial. La unidad llevó a cabo 248 operaciones encubiertas en el Océano Pacífico Sudoccidental. La más conocida es la incursión en el Puerto de Singapur y la subsecuente Operación Rimau, en la cual los 23 participantes murieron en combate o ejecutados. 

## Formación y Entrenamiento
El Departamento de Servicios Aliados (Inter-Allied Services Department (IASD)), fue una unidad aliada de inteligencia militar establecida en marzo de 1942. Fue propuesta por el comandante de las fuerzas aliadas en tierra en la zona del Pacífico Sudoccidental, el general Thomas Blamey. Fue modelada como la británica Dirección de Operaciones Especiales (SOE). Fue renombrada como Operaciones Especiales Australia (Special Operations Australia) y en 1943 llegó a ser conocida como el Departamento de Servicios de Reconocimiento (Services Reconnaissance Department). 
Algunos oficiales británicos del SOE que escaparon de Singapur, formaron el núcleo del IASD, con base en Melbourne. En junio de 1942, una unidad comando del IASD fue organizada y nombrada como Unidad Especial Z (Z Special Unit). Varias escuelas de entrenamiento fueron establecidas en distintas locaciones de Australia, siendo la más notable el Camp Z en Refuge Bay.

## Misiones
Tras insertarse en Singapur empleando un barco pesquero local como disfraz durante la noche del 26 de septiembre de 1943 los hombres de la unidad se dirigieron en canoas al puerto y colocaron minas lapa en varios barcos japoneses. Las minas hicieron hundieron o dañaron gravemente siete cargueros, sumando todos ellos más de 39.000 toneladas. Los comandos esperaron a que la conmoción por el ataque hubiera disminuido, y el 2 de octubre regresaron a su barco. La vuelta a Australia fue bastante tranquila, excepto por un momento de tensión en el Estrecho de Lombok, cuando una patrullera japonesa se acercó; sin embargo no fueron descubiertos. El 19 de octubre, el barco y los 14 comandos llegaron a salvo al golfo de Exmouth.
Un año después de diseño un plan similar. En esta ocasión los comandos serían llevados por el submarino HMS Porpoise hasta un área designada en Indonesia. Una vez allí se harían con un pesquero local y entrarían con él en el puerto pesquero de Singapur. Para infiltrarse en el puerto principal y colocar las bombas lapa se pensó en utilizar unas canoas motorizadas semisumergibles. Después de la misión los comandos se dirigirían al punto asignado de exfiltracion para ser recogidos por un submarino. Sin embargo la operación se vio comprometida al encontrarse con una patrullera. Se canceló, a pesar de lo cual algunos comandos se dirigieron en las canoas al puerto de Singapur. En la madrugada del 11 de octubre colocaron las minas lapa en varios barcos, hundiendo posiblemente tres barcos.